# 충숙공원
충숙공원(忠肅公園)은 서울특별시 노원구 하계동에 있는 근린공원이다.

## 소개
충숙공 이상길 묘역이 있다.